# Licheń Stary

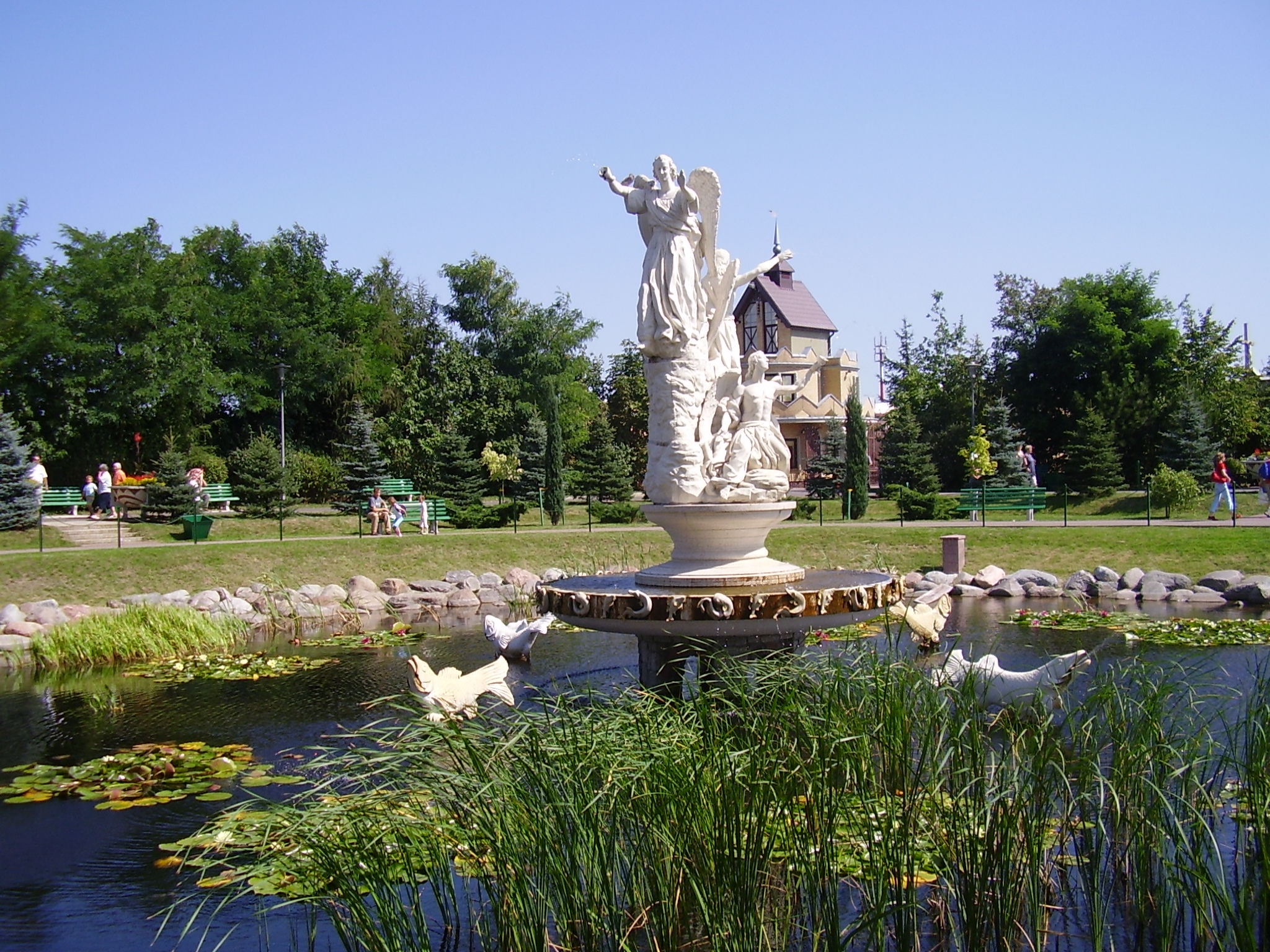
Fontanna anioła

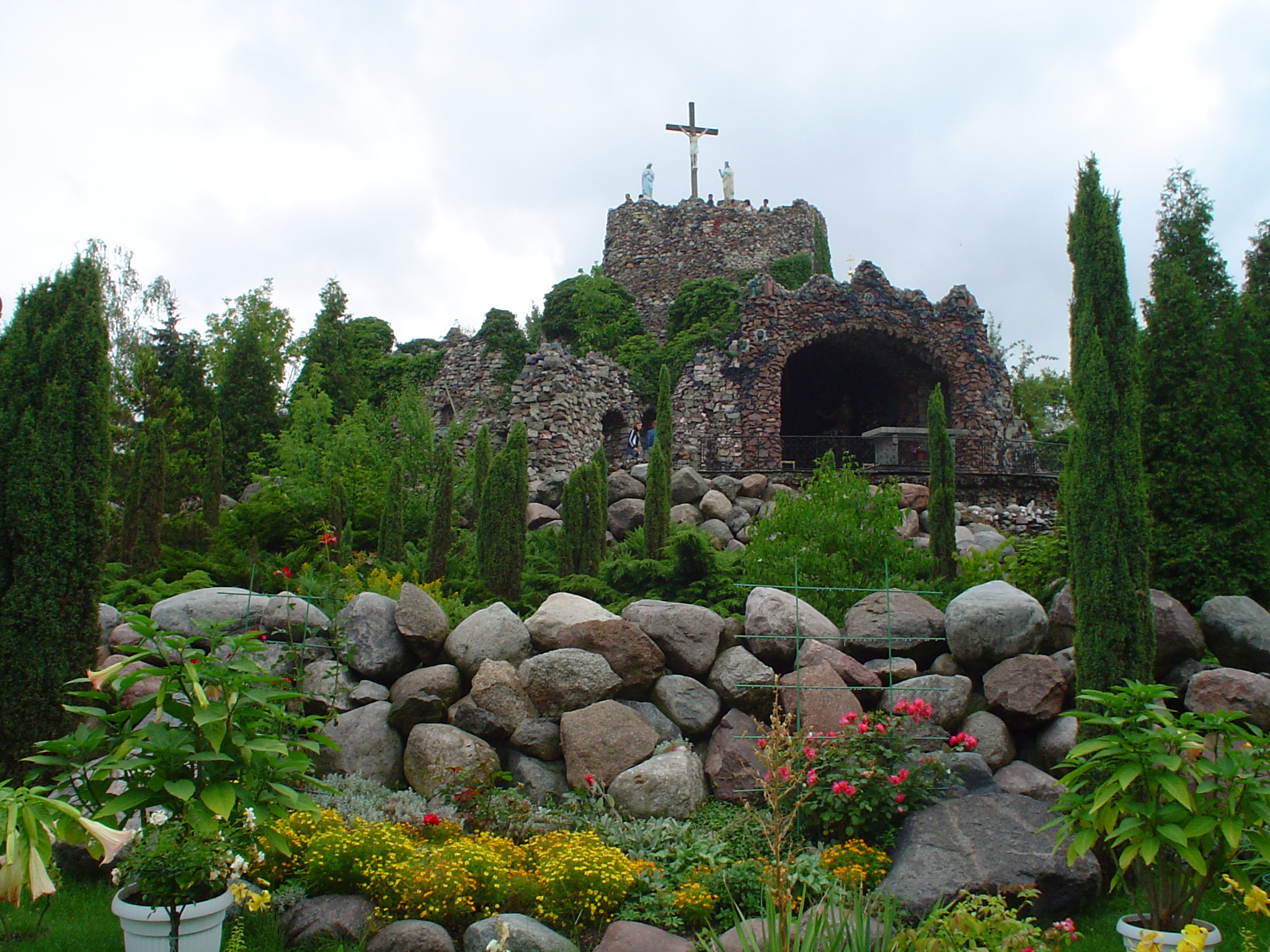
Golgota

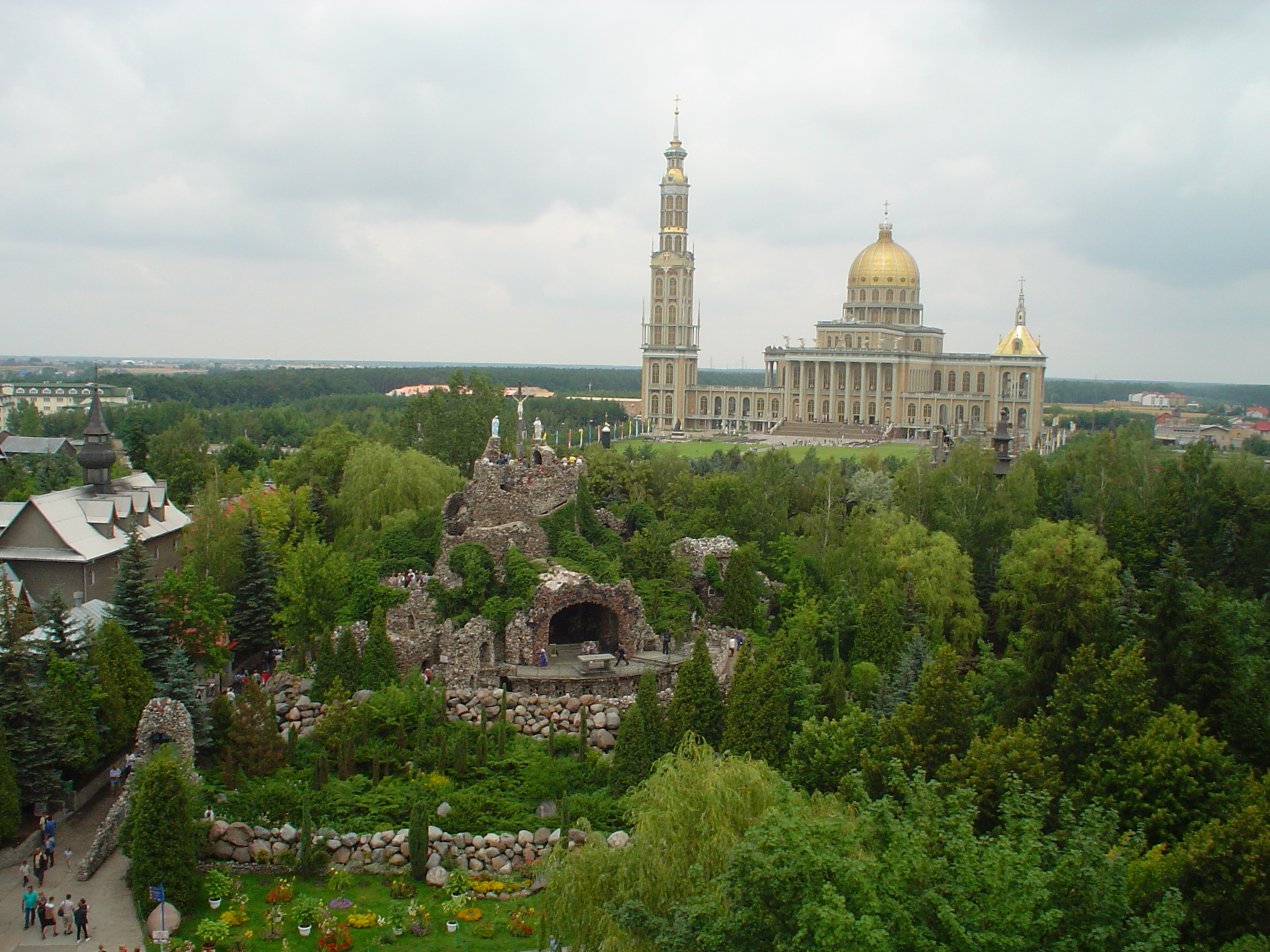
Golgota na tle bazyliki

Licheń Stary (do 31 grudnia 2011: Stary Licheń) – wieś (dawniej miasto) położona we wschodniej części województwa wielkopolskiego, w powiecie konińskim, w gminie Ślesin, nad Jeziorem Licheńskim.
Stary Licheń uzyskał lokację miejską przed 1458 rokiem, zdegradowany przed 1700 rokiem. Od połowy XIX wieku znajdujące się tutaj sanktuarium Matki Bożej Licheńskiej jest ośrodkiem pielgrzymkowym o znaczeniu ogólnopolskim oraz światowym.
Według danych z 29 kwietnia 2010 roku miejscowość (sołectwo) liczyła 1479 osób zameldowanych na pobyt stały.

## Historia
Historia osadnictwa na terenie miejscowości sięga epoki kamiennej, z której to przedmioty bytowania człowieka odnaleźli archeolodzy. W czasach rzymskich wiódł tędy szlak bursztynowy. Według legendy na wzgórzu, tuż nad jeziorem, znajdowała się wówczas pogańska świątynia, w której czczono słowiańskie bóstwo zwane Lichem – od którego z kolei wywodzić się miała nazwa miejscowości. Z 1151 roku pochodzi pierwsza wzmianka o Licheniu. Od co najmniej 1458 roku Licheń miał prawa miejskie, jednak brak rozwoju oraz zniszczenia z czasów potopu szwedzkiego spowodowały ich utratę w roku 1655.
W 1579 roku na terenie Lichenia pracowało 4 rzemieślników i jeden szynkarz.
W Licheniu znajduje się grobowiec kosynierów z 1863 roku, którzy 9 maja 1863 roku, pod dowództwem Michała Sokolnickiego, bronili się przed Rosjanami przy lokalnym cmentarzu. Zginęli wszyscy powstańcy.
12 września 1940 roku został zamordowany przez Niemców mieszkaniec Lichenia Szczepan Jankowiak. W miejscu egzekucji ustawiono w 1980 roku pamiątkowy głaz z tablicą.
W centrum wsi znajduje się kapliczka z wmurowanym monolitycznym krzyżem wykonanym z piaskowca.
Obecnie Licheń to jedno z większych sanktuariów maryjnych w Polsce (rocznie ok. 1,5 mln pielgrzymów i turystów), prowadzone przez księży marianów, przybyłych do tutejszej parafii w 1949 roku. Miejscem kultu religijnego jest bazylika Najświętszej Maryi Panny Licheńskiej.
W 2012 roku zmieniono urzędowo nazwę miejscowości ze Stary Licheń na Licheń Stary.
W latach 1954–1972 wieś należała a do 1967 r. była siedzibą gromady Licheń Stary.

## Historia sanktuarium
Na rynku w Licheniu znajduje się kapliczka z granitowym krzyżem, prawdopodobnie z XII wieku, z którym wiąże się legenda o komesie Piotrze Duninie, który w 1151 roku w połowie drogi między Kaliszem a Kruszwicą postawił słup kamienny, znajdujący się w Koninie.
Historia sanktuarium wiąże się z małym obrazkiem Matki Bożej, który zawiesił w pobliskim lesie Tomasz Kłossowski, kowal z Izabelina. Obraz został przez niego umieszczony w kapliczce na sośnie w Lesie Grąblińskim, nieopodal Lichenia. Obrazek został namalowany prawdopodobnie pod koniec XVIII w., przez nieznanego malarza, na modrzewiowej deseczce. Malowidło przedstawia popiersie Najświętszej Maryi Panny spoglądającej w dół. Na piersi umieszczono rozpostartego orła białego w koronie.
Około 1850 roku miejscowy pasterz – Mikołaj Sikatka (Sikacz) – miał przed tym obrazem kilkakrotnie wizję Matki Bożej. Przekazała mu ona orędzie wzywające do modlitwy i nawrócenia oraz polecenie przeniesienia obrazu w miejsce bardziej godne. Początkowo nikt nie uwierzył Sikatce. Sytuacja zmieniła się, gdy w tym samym roku w okolicy zapanowała – zapowiedziana jego zdaniem przez Matkę Bożą – epidemia cholery. Mieszkańcy zaczęli licznie gromadzić się przy obrazie na modlitwie o zdrowie. Świadectwa o licznych uzdrowieniach sprawiły, że władze kościelne po zbadaniu tych wydarzeń poleciły przenieść obraz do kościoła w Licheniu, co nastąpiło uroczyście 29 września 1852.
W 1949 roku parafię licheńską objęło Zgromadzenie Księży Marianów Niepokalanego Poczęcia Najświętszej Maryi Panny (łac. Congregatio Clericorum Regularium Marianorum sub titulo Immaculatae Conceptionis Beatissimae Virginis Mariae, skr. MIC), zakon katolicki założony w 1673 roku przez Stanisława Papczyńskiego.
15 sierpnia 1967 prymas Polski, kardynał Stefan Wyszyński, w święto Wniebowzięcia Matki Bożej, przy udziale ordynariusza diecezji włocławskiej biskupa Antoniego Pawłowskiego, wielu innych biskupów, kilkuset księży, zakonników i zakonnic oraz 150 tysięcy wiernych, dokonał aktu koronacji obrazu Matki Bożej Licheńskiej. Korona została przysłana przez papieża Pawła VI, który nadał obrazowi tytuł Maryja – Bolesna Królowa Polski. Obecnie obraz znajduje się w głównym ołtarzu nowej bazyliki.
Oprócz kościoła znajdują się w Licheniu także inne obiekty cenne dla pielgrzymów. W Lesie Grąblińskim została zbudowana droga krzyżowa oraz dwie kapliczki: duża i mała. W małej jest umieszczony kamień przyniesiony z głębi Lasu Grąblińskiego, mający przedstawiać wypalone stopy Matki Bożej.
W centralnej części „starego” sanktuarium, znajduje się kościół św. Doroty. Kolejny, drewniany kościół parafialny, zbudowany w 1801 roku, zastąpiono w 1845 kaplicą (zwaną cmentarną lub MB Częstochowskiej), a następnie oddano do użytku pierwszą świątynię murowaną konsekrowaną 18 października 1858. Świątynia istnieje do dzisiaj, choć w zmienionej bryle. Budowa nowego kościoła w dużej mierze była fundowana przez kolatorów parafii hrabiów Kwileckich, którzy byli właścicielami Lichenia od 1819. Do tej świątyni przeniesiono słynący łaskami obraz Matki Bożej, który był w niej wystawiony, aż do 2006, gdy przeniesiono go do bazyliki. Kościół św. Doroty był wielokrotnie rozbudowywany, ale gruntownie został przebudowany w latach 1977 - 1979, gdy wymieniono prawie całe wyposażenie wnętrza oraz strop i dach świątyni.
Obok kościoła wznosi się 25-metrowej wysokości kamienna góra (tzw. Golgota), na której szczycie widoczny jest krzyż oraz postacie Matki Bożej i św. Jana. Powstawała ona w latach 1976–1981, między innymi z wielkiej ilości głazów narzutowych. Na Golgocie rozmieszczono stacje drogi krzyżowej oraz szereg sztucznych grot, w których urządzono kaplice.

## Bazylika Najświętszej Maryi Panny Licheńskiej
W 2004 roku, po dziesięciu latach prac, oddano do użytku monumentalną pięcionawową bazylikę z centralną kopułą, według projektu architekt Barbary Bieleckiej z Gdyni. Jest to obecnie największa świątynia w Polsce, ósma w Europie i dwunasta na świecie – długość 139 m, szerokość 77 m (szerokość elewacji frontowej – 162 m), wysokość części centralnej 64,8 m (wysokość krzyża wieży – 141,5 m). Kubatura budowli wynosi ponad 300 tys. m³, powierzchnia 23 tys. m². Światło wpada do wnętrza przez tyle okien, ile jest dni w roku – 365, a wejść do środka można przez tyle drzwi, ile rok ma tygodni – 52. Do kościoła prowadzą 33 stopnie nawiązujące do lat życia Jezusa Chrystusa na ziemi. Na placu przed bazyliką może zgromadzić się ok. 250 tys. wiernych.
Świątynia zbudowana jest na planie krzyża. Składa się z części głównej, dzwonnicy, wieży oraz trzech okazałych portyków. Nad portykiem głównym góruje Królowa Archaniołów z Dzieciątkiem, której towarzyszy sześć postaci anielskich. Portyk wschodni poświęcony jest czterem Ewangelistom. Portyk zachodni zdobi okazała Pietà.
W wieży dzwonniczej (mierzącej 59,4 m) umieszczono dzwon „Maryja Bogurodzica”, ważący prawie 14,7 ton. Jest to największy dzwon w Polsce i trzeci pod względem wielkości w Europie. Odlany został w ludwisarni Enrica Campanniego pod Mediolanem. Ma ton uderzeniowy c°, średnicę 3,12 m, wysokość 4,40 m. Wykonany został z brązu. Nieopodal nowej świątyni na dzwonnicy zostały umieszczone także inne dzwony: ważący 11,6 ton „Józef” (o tonie e°, serce 270 kg), ważący 5,6 ton „Piotr” (o tonie g°, serce 120 kg) oraz ważący 3 tony „Paweł” (o tonie h°,serce 70 kg) – będące jednymi z największych wykonanych dotąd w Polsce. Zostały odlane w Odlewni Dzwonów Janusza Felczyńskiego w Przemyślu. Dzwony te posiadają automatykę firmy Prais z Poznania.
Widoczna z daleka kopuła bazyliki ma 25 m średnicy i 45 m wysokości. Od środka widoczna jest dekoracyjna srebrno-złota czasza wykonana ze stali i anodowanego aluminium. Na zewnątrz kopuła pokryta jest płytkami z aluminium anodowanego na złoty kolor.
W sanktuarium znajdują się także największe w kraju organy. Mają one w sumie 157 głosów realnych i 12.323 piszczałki.
Instrument pod względem wielkości jest czwarty w Europie i dziesiąty na świecie. Składa się z pięciu części rozmieszczonych na pięciu emporach bazyliki: w nawie głównej, na obu zwieńczeniach transeptu oraz w prezbiterium bazyliki. Instrument w nawie głównej i w lewym skrzydle transeptu mają samodzielne stoły gry, zaś instrumenty w prawym skrzydle transeptu i w prezbiterium są sterowane tylko z głównego stołu gry, który obejmuje wszystkie 5 instrumentów, ma pełny zakres 157 głosów i sześć manuałów z pedałem. Organy zostały poświęcone i oficjalnie oddane do użytku 2 lipca 2007 roku we liturgiczne wspomnienie patronki miejsca.
Organy uzyskały pozytywną ocenę komisji, złożonej z organistów, dyrygenta, organmistrza i księży muzykologów z Polski, Niemiec i Włoch. Komisja przyznała, że pomimo dużej kubatury świątyni i kilkunastosekundowego pogłosu, instrument brzmi bardzo czytelnie. Projektantem architektonicznym i wykonawcą organów jest Dariusz Zych z Wołomina. Dyspozycję instrumentów zaprojektował profesor Andrzej Chorosiński z Warszawskiej Akademii Muzycznej.
Główna część organów, znajdująca się nad wejściem do bazyliki, waży 50 ton, a składa się na nią około 7 tys. piszczałek. Największa z nich mierzy 10 metrów. Piszczałki licheńskich organów wykonano w Polsce, Portugalii i Holandii.
Zgodnie z zamysłem architektonicznym bazylika przypomina falujący złoty łan zboża. Przejawia się to w dekoracji roślinnej placu przed świątynią oraz w architekturze samej świątyni. Zauważalne jest to m.in. w oknach wypełnionych szkłem o odcieniu złotawo-bursztynowym, ze ślusarką anodowanego aluminium w formie kłosów oraz kolumnach w portykach i we wnętrzu świątyni.
Inicjatorem budowy był ks. Eugeniusz Makulski, a generalnym wykonawcą robót budowlanych firma Budimex S.A. Głównymi konstruktorami byli Ryszard Wojdak i Marek Kin. Powstanie świątyni zostało sfinansowane z datków pielgrzymów.
Bazylikę konsekrowano 12 czerwca 2004 roku, jako wotum Kościoła Katolickiego na wielki jubileusz narodzenia Chrystusa. Propagatorem sanktuarium i wieloletnim proboszczem tamtejszej parafii był ksiądz Eugeniusz Makulski MIC. Obecnie posługę kustosza pełni ksiądz Sławomir Homoncik MIC, zaś proboszczem jest ksiądz Roman Frąckowiak MIC.
Na szczycie 141,5-metrowej wieży znajdują się dwa tarasy widokowe – górny na wysokości 114 m i dolny na wysokości 98 m, z których rozciąga się widok przy dobrej pogodzie na odległość nawet do 35 km od Lichenia. Na wieżę można się dostać pieszo (31 pięter, 762 stopnie schodów), jak również windą osobową (na 27 piętro).

## Sport
W Licheniu działa klub piłkarski MLUKS „Strażak” Licheń Stary. Zespół istnieje od 1999 roku i bierze udział w rozgrywkach klasy okręgowej Red Box, grupa: wielkopolska.